# 西班牙銀圓
西班牙銀圓（西班牙語：Real de a ocho、Dólar、Peso duro、Peso fuerte、Peso），即西班牙銀元，在中國又稱本洋、双柱、柱洋、佛洋、佛頭、佛面、佛銀、佛面銀、佛頭銀或鐳等，是一種銀質硬幣，直徑約38毫米，價值8個西班牙雷亞爾，此銀圓透過國際貿易，流行極廣，是最具代表性的貿易銀之一。

## 簡介
西班牙帝國開始鑄造此銀幣，是始於1497年的一次貨幣改革。此次改革的目的是為了與德意志地區的塔勒掛鉤。西班牙銀圓的重量、成色由國王阿拉貢的腓迪南定下，當時每枚銀幣之標準重量為27.468克，成色93.055%，即含銀25.56克。後改為成色90.2%，即含銀24.76克。
在英國殖民時的澳大利亞的新南威爾士殖民地， 英國政府輸入了西班牙銀元， 並在每枚中央各穿一個大洞，就造出了一種新式的澳大利亞通貨，類似於中國人用的孔方錢。
1792年，美元采用了金银复本位制，一美元折合24.057克纯银或1.6038克纯金，而一美元價值的24.057克銀，即大約相等於一枚西班牙銀圓。因當年美國政府甚少鑄造1美元硬幣，美國各官、私銀行亦多以西班牙銀圓作儲備，在南北戰爭前，西班牙銀圓一直是美國主要流通的法償貨幣之一。
因為西班牙銀元廣泛適用於歐、美、遠東，它在18世紀末成為史上第一種國際通貨。除美元以外，之後世上幾種其他貨幣，如加拿大元和中國銀圓，以及中南美和菲律賓等地的貨幣，當初都是源自於西班牙銀元以及仿效它的其他八雷亚尔銀元。
比索這個詞在西班牙語中是在也是用來形容這個面值的，並且成為前西屬殖民地發行貨幣的基準單位，包括阿根廷、玻利維亞、智利、哥倫比亞、哥斯達黎加、古巴、多明尼加、厄瓜多爾、瓜地馬拉、洪都拉斯、墨西哥、尼加拉瓜、巴拉圭、菲律賓、波多黎各、秘魯、薩爾瓦多、烏拉圭及委內瑞拉比索。
在中國，由於流通便利，銀元在民間極為流行，尤其在商界，時常代替需要鎔鑄裁切的銀兩：西班牙銀圓被稱為本洋，正面有西班牙國王戴假髮之像，類似釋迦文佛髮髻，俗稱「佛頭」、「佛面銀」、「佛首銀」、「佛頭銀」、「佛銀」、「佛洋」，背面图案中央为西班牙盾徽，其左右有一对海格力斯之柱拱卫（故稱「双柱」、「双柱」、「柱洋」），流行最早，一個銀元約重0.72兩，銀佔九成，故僅含有銀0.648兩。但民間大致上以0.7兩銀，兌換一個銀元。（有時以0.69兩兌換，稱六九銀；亦有時以0.72兩兌換，稱七二銀。）
早期的銀圓多為西班牙殖民政府在墨西哥殖民時期，鑄造之西班牙銀圓，1850年以後輸入的銀圓則有墨西哥獨立後鑄造，以鷹為標記的「鷹洋」，二者的重量成色一樣。